# المسبار المداري الشمسي
المسبار المداري الشمسي (بالإنجليزية: Solar Orbiter، يُختصر إلى SolO)‏ هو مسبار فضائي لرصد الشمس، طورته وكالة الفضاء الأوروبية (إيسا، ESA). يهدف سولو إلى القيام بالقياسات الدقيقة للغلاف الشمسي الداخلي والرياح الشمسية الناشئة، وإجراء أرصاد قريبة للمناطق القطبية للشمس، إذ يصعب القيام بهذا من الأرض، تعمل هذه الأرصاد والقياسات على الإجابة عن السؤال « كيف تخلق الشمس الغلاف الشمسي وتتحكم به؟».
سيقوم سولو بأخذ الأرصاد للشمس من مدار منحرف مركزيًا، ويتحرك بمسافة 60 مرة نصف قطر الشمس، أو ما يعادل 0.284 وحدة فلكية، وهذا ما يضع المسبار ضمن الحضيض الشمسي لعطارد بمسافة تبلغ 0.3075 وحدة فلكية. سيبلغ الميل المداري خلال المهمة حوالي 25 درجة. التكلفة الإجمالية للمهمة مليار ونصف دولار، بعد احتساب مساهمات كل من ناسا وإيسا.
أُطلق سولو في 10 فبراير عام 2020. من المُخطط أن تستمر المهمة سبع سنوات.

## المركبة الفضائية
المركبة الفضائية المدارية الشمسية موجهة نحو الشمس، وهي منصة ثابتة ذات ثلاثة محاور، مع درع حراري مُكرَّس لتوفير الحماية من مستويات الدفق الشمسي العالية في أثناء وجودها قرب الحضيض الشمسي. تلعب المركبة الفضائية دور منصة ثابتة مزودة بمجموعة من أجهزة الاستشعار عن بعد وأجهزة موضعية ضمن بيئة نظيفة كهرومغناطيسيًا. وُضع 21 مستشعرًا على متن المركبة الفضائية بشكل يسمح لكل منها إجراء تجارب الاستشعار عن بعد أو التجارب الموضعية، مع إمكانية الوصول إليهما، بالإضافة إلى الحماية من البيئة الشمسية. حصل المسبار المداري الشمسي على التقنية المُستخدمة فيه من المهمات السابقة، مثل المصفوفات الشمسية الخاصة بالمسبار المداري الكوكبي لعطارد بيبيكولومبو (MPO). يُمكن تدوير المصفوفات الشمسية حول محورها الطولي لتجنب الحرارة الزائدة عند الاقتراب من الشمس. توفر مجموعة البطاريات طاقة إضافية في أثناء فترات أخرى من المهمة، مثل فترات الكسوف التي تصدف أثناء التحليقات الكوكبية.
يوفر النظام الفرعي للقياس عن بعد والتتبع والقيادة إمكانيةَ الاتصال مع الأرض عن طريق الحزمة إكس. يدعم النظام الفرعي القياس عن بعد، والتحكم عن بعد، وتحديد المدى. تُستخدم هوائيات الكسب المنخفض في مرحلة الإطلاق والمدار المُبكّر (LEOP)، وستتوفر أيضًا بمثابة هوائيات داعمة أثناء مرحلة استخدام هوائيات الكسب العالي والمتوسط القابلة للتوجيه. تحتاج الهوائيات عالية الكسب عالية الحرارة للتحريك في نطاق واسع من الوضعيات لتحقيق الترابط مع المحطات الأرضية، وللتمكن من تحميل حجم كافٍ من البيانات. اقتُبس تصميمه من مهمة بيبيكولومبو. يُمكن طي الهوائي إن كان ذلك ضروريا للحصول حماية الدرع الحراري الخاص بالمسبار المداري الشمسي. ستُخزَّن معظم البيانات بدايةً في الذاكرة الموجودة على متن المسبار، ثم تُرسل إلى الأرض في أقرب فرصة ممكنة.
إن المحطة الأرضية في مالارغوي [الإنجليزية] (الأرجنتين)، ذات هوائي بقطر 35 متر، تعمل من 4 إلى 8 ساعات في اليوم (بشكل فعال). ستُستخدم محطة مالارغوي التابعة لوكالة الفضاء الأوروبية في كل العمليات خلال المهمة، بالإضافة إلى المحطات الأرضية في نيو نورشا في أستراليا، وثيبريروس في إسبانيا، اللتين ستعملان بمثابة محطات داعمة إن لزم الأمر.

## عمليات المهمة
خلال العمليات العلمية الاسمية، سيجري تحميل البيانات العلمية مدة ثماني ساعات خلال كل فترة اتصال مع المحطة الأرضية. ستجري جدولة ثماني ساعات من التحميل الإضافي إلى الأرض عند الحاجة، للوصول إلى مجمل البيانات العلمية المطلوبة لعودة المهمة. سيعمل القطاع الأرضي من المسبار المداري الشمسي على إعادة الاستخدام الأقصى للبنية التحتية لمهمات الفضاء السحيق الخاصة بوكالة الفضاء الأوروبية:
- المحطات الأرضية التي تنتمي إلى شبكة تتبع الفضاء الأوروبية التابعة لإيسا (ESTRACK)
- مركز عمليات المهمة (MOC)، الواقع في مركز عمليات الفضاء الأوروبية، في دارمشتات في ألمانيا.
- مركز العمليات العلمية (SOC)، الواقع في مركز علم الفلك الفضائي الأوروبي، في فيلانويفا دي لا كاندا، في إسبانيا.
- شبكة الاتصالات، التي تربط مختلف المراكز والمحطات الواقعة بعيدة عن بعضها لدعم حركة البيانات التشغيلية.

سيكون مركز العمليات العلمية مسؤولًا عن تخطيط المهمة وتوليد طلبات عمليات الحمولة إلى مركز عمليات المهمة، بالإضافة إلى أرشفة البيانات العلمية. سيكون مركز العمليات العلمية جاهز للعمل في مرحلة العلوم الفعلية للمهمة، على سبيل المثال، منذ بداية مرحلة الطواف وما يليها. تُسلَّم عمليات الحمولة من MOC إلى SOC في نهاية مرحلة التشغيل قرب الأرض (NECP). سيجري استخدام المحطة الأرضية ملارغوي في الأرجنتين التابعة لوكالة الفضاء الأوروبية في جميع العمليات خلال المهمة، بالإضافة إلى المحطات الأرضية -التي ستعمل بمثابة محطات داعمة إن لزم الأمر- في نيو نورشا في أستراليا، وثيبريروس في إسبانيا.
خلال مرحلة الطواف الأولي، التي ستستمر حتى نوفمبر 2021، سيقوم المسبار المداري الشمسي بمناورتين بمساعدة الجاذبية حول الزهرة، وواحدة حول الأرض لتبديل مسار المسبار، وتوجيهه نحو المناطق الأعمق في النظام الشمسي. في نفس الوقت، سيحصل المسبار المداري الشمسي على بيانات موضعية، ويوصف ويعاير أدواته الخاصة بالاستشعار عن بعد. سيجري أول مرور قريب من الشمس في عام 2022، على مسافة تبلغ ثلث المسافة بين الأرض والشمس.
اختير مدار المسبار المداري الشمسي ليكون في «رنين» مع الزهرة، ويعني هذا أنه سيعود إلى جوار الكوكب كل بضعة مدارات، ويمكنه استخدام جاذبية الكوكب لتغيير ميلانه أو مداره. في البداية، سيكون المسبار مقيدًا في نفس مستوى الكواكب، ولكن سيزيد كل تقابل له مع الزهرة من ميله المداري. على سبيل المثال، بعد التقابل مع الزهرة في عام 2025، سيقوم المسبار بمروره الشمسي الأول بزاوية ميل تبلغ 17 درجة، وستزاد حتى 33 درجة خلال مرحلة التمديد المقترحة للمهمة، ما يؤدي إلى رؤية جزء أكبر من المناطق القطبية بشكل مباشر.

## الأغراض العلمية
سيقوم المسبار المداري باقتراب وثيق من الشمس كل ستة أشهر. سيسمح الاقتراب الأكبر للدائر بإجراء دراسة متكررة لنفس المنطقة من الغلاف الجوي الشمسي. سيكون المسبار المداري الشمسي قادرًا على رصد النشاط المغناطيسي الذي يحدث في الغلاف الجوي للشمس، والذي يمكن أن يؤدي إلى انفجارات أو ثورانات شمسية هائلة.
ستتاح الفرصة للباحثين أيضًا لتنظيم الأرصاد مع أرصاد مهمة مسبار باركر الشمسي (2018-2025) الذي يقوم بقياسات لإكليل الشمس الممتد.
الهدف من المهمة القيام بدارسات قريبة وعالية الدقة للشمس ولغلافها الشمسي الداخلي. سيساعد الفهم الجديد في الإجابة عن هذه الأسئلة:
- كيف وأين تنشأ بلازما الرياح الشمسية والمجال المغناطيسي في الإكليل الشمسي؟
- كيف تقود الظواهر الشمسية العابرة تقلبات الغلاف الشمسي؟
- كيف تنتج الانفجارات الشمسية إشعاع جزيئي نشط يملأ الغلاف الشمسي؟
- كيف يعمل الدينامو الشمسي ويتحكم بالارتباطات بين الشمس والغلاف الشمسي؟

## الحمولة العلمية
تتألف الحمولة العلمية من عشر أجهزة:
أدوات موضعية خاصة بالغلاف الشمسي (4)
إس دبليو إيه، محلل بلازما الرياح الشمسية (المملكة المتحدة): يتألف من مجموعة من المستشعرات التي ستقيس خصائص كتلة الإلكترونات والأيونات (بما في ذلك الكثافة، والسرعة، ودرجة الحرارة) للرياح الشمسية، وبالتالي توصيف الرياح الشمسية في مجال يتراوح بين 0.28 و 1.4 وحدة فلكية عن الشمس. بالإضافة إلى تحديد خصائص كتلة الرياح. سيوفر إس دبليو إيه قياسات للمكونات الأيونية للعناصر الأساسية في الرياح الشمسية (على سبيل المثال: مجموعة الأكسجين، والنتروجين، والكربون، بالإضافة إلى الحديد والسيليكون أو المغنزيوم).